# Croton vermoesenii
Croton vermoesenii är en törelväxtart som beskrevs av De Wild.. Croton vermoesenii ingår i släktet Croton och familjen törelväxter. Inga underarter finns listade i Catalogue of Life.